# Свежее
Свежее — озеро в Лаишевском районе Татарстана.
Постановлением Совета Министров Татарской АССР от 10 января 1978 г. № 25 и постановлением Кабинета Министров Республики Татарстан от 29 декабря 2005 г. № 644 признана памятником природы регионального значения.

## География
Озеро Свежее — бессточный водоём карстового происхождения. Расположено в 0,3 км северо-восточнее деревни Травкино Лаишевском районе Татарстана, в глубокой карстовой воронке. Водоём имеет вытянутую форму. Длина озера 170 м, максимальная ширина 90 м. Площадь зеркала 1,3 гектара. Средняя глубина 4 м, максимальная около 6,5 м.

## Гидрография
Объём озера 40 тыс. м³. Питание смешанное, подземное и грунтовое. Вода жёлтого цвета, без запаха, жёсткостью менее 1 ммоль/л, минерализацией 49,4 мг/л, прозрачность 40 см. Химический тип воды гидрокарбонатно-кальциевый.